# ساريكا
ساريكا ذاكر (مواليد 5 ديسمبر 1960) ممثلة ومصممة أزياء هندية. عام 2005، فازت ب جائزة الفيلم الوطني لأفضل ممثلة عن دورها في الفيلم باللغة الإنجليزية بارزانيا. كما فازت جائزة الفيلم الوطني لأفضل تصميم أزياء لعملها في تصميم أزياء فيلم مرحبا رام (2001).

## نشأتها
ولدت ساريكا في نيودلهي لعائلة مراثيون وراجبوت. هجر والدها العائلة عندما كانت صغيرة. منذ ذلك الحين، أصبحت مسؤولة عن العائلة، ما اضطرها للعمل، ولم تلتحق بالمدرسة.

## وصلات خارجية
- ساريكا في قاعدة بيانات الأفلام على الإنترنت
- ساريكا في بوليوود هانجاما